# Ivette Zamora
Ivette Zamora es una actriz colombiana, reconocida por su participación en gran cantidad de series de televisión en su país.

## Carrera
Participó en el ámbito musical con canciones como: eres una mujer entre otras,
Tras realizar una breve participación en el programa Musiloquísimo, Ivette integró el elenco de la serie de televisión juvenil LP loca pasión, compartiendo reparto con jóvenes promesas de la actuación en ese entonces como Carlos Vives, Marcela Agudelo y Maribel Abello. El mismo año realizó una pequeña aparición en la miniserie de época Las Ibáñez. 
Entre 1994 y 1995 tuvo un papel regular en el seriado juvenil De pies a cabeza y en 1996 interpretó a la novicia María Isabel en la serie Las Marías. Un año después encarnó a Rebecca en la telenovela La mujer del presidente. Inició el nuevo milenio con una participación en la telenovela Amantes del desierto y en la serie de televisión La venganza. En 2007 interpretó a Nelly en la telenovela Sin vergüenza y un año más tarde a la madre de Titi en Sin senos no hay paraíso. Sus créditos en televisión más recientes incluyen las producciones Niños ricos, pobres padres (2009), Bazurto (2012) y Celia (2015). La actriz también ha estado activa en el teatro a lo largo de su carrera.

## Filmografía

### Televisión
- 2019 -vive la vida``
- 2018 - Garzón Vive
- 2015 - Celia
- 2012 - Bazurto
- 2009 - Niños ricos, pobres padres
- 2008 - Sin senos no hay paraíso
- 2007 - Sin Vergüenza
- 2002 - La Venganza
- 2001 - Amantes del Desierto
- 1997 - La mujer del presidente
- 1996 - Las Marías
- 1994 - De pies a cabeza
- 1989 - Las Ibáñez
- 1989 - LP loca pasión
- 1987 - San Tropel
- 1986 - Musiloquisimo